# Tom Bierschenk
Tom Bierschenk (* 13. Juli 2002) ist ein deutscher Fußballspieler.

## Karriere
Er begann mit dem Fußballspielen beim Halleschen FC. Im Sommer 2018 wechselte er zum FC Ingolstadt 04, für den er in der B-Junioren-Bundesliga in 11 Spielen 4 Tore erzielte. Bereits im Winter 2019 erfolgte sein Wechsel zurück nach Halle. Dort wurde er zum Nachwuchsspieler des Monats Mai 2019 gekürt und kam bis zum Saisonabbruch in Folge der COVID-19-Pandemie auf insgesamt 4 Spiele in der A-Junioren-Bundesliga, bei denen ihm 2 Tore gelangen. Nachdem er bei seinem Verein seinen ersten Profivertrag unterschrieben hatte, kam er dort auch zu seinem ersten Einsatz im Profibereich, als er am 22. Mai 2021, dem 38. Spieltag, beim 1:0-Auswärtssieg gegen den FC Bayern München II in der 87. Spielminute für Terrence Boyd eingewechselt wurde. 